# Tom Bennett
Tom Bennett, all'anagrafe Thomas McNeil Bennett (Bo'ness, 8 febbraio 1969) è un ex calciatore scozzese, di ruolo centrocampista.

## Carriera
Si trasferisce in Inghilterra nel 1984, all'età di 15 anni, per giocare nelle giovanili dell'Aston Villa; nella stagione 1987-1988 viene anche aggregato alla rosa della prima squadra, nella seconda divisione inglese, senza comunque mai esordirvi; l'anno seguente, all'età di 19 anni, fa il suo esordio vero e proprio, e conclude la stagione vincendo la terza divisione inglese con il Wolverhampton, club con il quale tra il 1989 ed il 1995 gioca poi in seconda divisione; nel 1995, dopo complessive 115 presenze e 2 reti con i Wolves in incontri di campionato, viene ceduto allo Stockport County, altro club di seconda divisione, con cui trascorre un lustro in questa categoria segnando ulteriori 5 reti in 110 presenze in campionato. Nella seconda parte della stagione 1999-2000 gioca poi in prestito in terza divisione al Walsall, club che successivamente lo acquista a titolo definitivo e con cui nella stagione 2000-2001 vince i play-off, giocando quindi nuovamente in seconda divisione nella stagione 2001-2002.
Nell'estate del 2002 dopo complessive 8 reti in 89 presenze con i Saddlers si trasferisce al Boston Utd, club neopromosso in quarta divisione e che si apprestava per la prima volta nella sua storia a giocare in un campionato della Football League; dopo due stagioni, nelle quali gioca in tutto 79 partite di campionato (segnando anche un gol), passa ai Kidderminster, altro club di quarta divisione; nella stagione 2005-2006, dopo aver giocato 24 partite con gli Harriers, va per la prima volta in carriera a giocare in Scozia, all'Hamilton Academical, club di seconda divisione, con cui gioca però di fatto una sola partita di campionato per poi a fine stagione ritirarsi, all'età di 37 anni.
In carriera ha totalizzato complessivamente 417 presenze e 16 reti nei campionati della Football League.

## Palmarès

### Club

#### Competizioni nazionali
- Third Division: 1

Wovlerhampton: 1988-1989